# Ачисайское свинцово-цинковое месторождение
Ачиса́йское свинцово-цинковое месторождение (каз. Ащысай қорғасын-мырыш кен орны) — месторождение в Туркестанской области Казахстана, расположено в 24 км к северо-востоку от города Кентау. Руды полиметаллические. Основные компоненты: свинец, барит, цинк. Открыт русским исследователем Н. Д. Сенерцовым. Известно с XVII века. На базе месторождения в 1934 году построен Шымкентский свинцовый завод (каз.). Добыча свинцовых руд начата в 1936 году. Месторождение приурочено к восточной части Белмазарской синклинали, к породам девона — карбона. Вмещающие породы: известняки, доломиты. Длина месторождения 500 м, ширина 100, глубина до 450 м. Форма рудных тел пластообразная, их мощность 2-5 м. Главные рудные минералы — пирит, сфалерит, галенит, кальцит, доломит, барит. С 1995 года прекращена добыча окисленных и сульфидных руд. В настоящее время продолжаются работы на отработанных рудниках. Руда отправляется на переработку на Шымкентский свинцовый завод.